# Бражак
Бражак (фр. Brageac) насеље је и општина у централној Француској у региону Оверња, у департману Кантал која припада префектури Морјак.
По подацима из 2011. године у општини је живело 69 становника, а густина насељености је износила 5,64 становника/km². Општина се простире на површини од 12,23 km². Налази се на средњој надморској висини од 720 метара (максималној 686 m, а минималној 288 m).

## Демографија
| 1962. | 1968. | 1975. | 1982. | 1990. | 1999. | 2011. |
| ----- | ----- | ----- | ----- | ----- | ----- | ----- |
| 86    | 107   | 92    | 80    | 64    | 67    | 69    |

График промене броја становника у току последњих година